# Métropole de Paris
Ne doit pas être confondu avec Métropole du Grand Paris (EPCI regroupant Paris et la petite couronne), Forum métropolitain du Grand Paris (syndicat mixte d’études), le Grand Paris (projet visant à transformer l’agglomération parisienne en une grande métropole mondiale), l'Atelier international du Grand Paris (groupement d'intérêt public chargé de mener une réflexion sur le Grand Paris) et la Société du Grand Paris (établissement public chargé du réseau de transport Grand Paris Express).
La métropole de Paris est une des dix anciennes métropoles ou arrondissements métropolitains de l'Église constitutionnelle en France. Créée par la constitution civile du clergé en 1790, elle comprenait les sept diocèses des départements de la Seine, de Seine-et-Oise, d'Eure-et-Loir, du Loiret, de l'Yonne, de l'Aube et de Seine-et-Marne.
Elle fut supprimée à la suite du concordat de 1801.

## Liste des évêques constitutionnels
- Jean-Baptiste Gobel, évêque de la Seine ;
- Jean-Baptiste Royer, évêque de la Seine ;
- Augustin Sibille, évêque de l'Aube ;
- Jean-Baptiste Blampoix, évêque de l'Aube ;
- Nicolas Bonnet, évêque d'Eure-et-Loir ;
- Louis de Jarente de Sénas d'Orgeval, évêque du Loiret ;
- Pierre Thuin, évêque de Seine-et-Marne ;
- Jean-Julien Avoine, évêque de Seine-et-Oise ;
- Augustin-Jean-Charles Clément, évêque de Seine-et-Oise ;
- Étienne-Charles de Loménie de Brienne, évêque de l'Yonne ;
  - Pierre François Martial de Loménie de Brienne, coadjuteur.

## Sources
- Paul Pisani, Répertoire biographique de l'épiscopat constitutionnel (1791-1802), A. Picard & Fils, Paris, 1907, p. 53-84.
- Tableau des évêques constitutionnels de France, de 1791 à 1801, Paris, 1827

- Notices d'autorité :   - VIAF
  - BnF (données)